# Odprava na reko St. John
Odprava na reko St. John je bil poskus majhnega števila pripadnikov milice  pod poveljstvom polkovnika Johna Allana, da bi konec leta 1777 prenesli ameriško revolucionarno vojno v Novo Škotsko. Z minimalno logistično podporo Massachusettsa in približno 100 prostovoljnimi pripadniki milice ter domorodcev so Allanove sile junija 1777 zasedle majhno naselje ob ustju reke Saint John (današnji Saint John, New Brunswick)).
Obramba naselja je bila zaradi vojnih prizadevanj oslabljena, Američani pa so ga hitro zasedli in ujeli britanske simpatizerje. Skoraj mesec dni kasneje so britanske sile pod poveljstvom brigadnega majorja Studholma in polkovnika Francklina uspešno pregnale ameriške okupatorje in Allana prisilile, da se je moral po kopnem vrniti v Machias v Mainu. Allanov vdor je bil zadnji večji ameriški kopenski napad na Novo Škotsko med vojno, ki je ostala zvesta ves čas vojne.
```
==Opombe ==
```

1. ↑  Rev. W. O. Raymond